# Florenciellales
Florenciellales é uma ordem de microalgas heterocontes pertencente à classe Dictyochophyceae.

## Descrição
A ordem Florenciellales na sua presente circunscrição taxonómica é monotípica, com a família Florenciellaceae que inclui os géneros Pseudochattonella, Florensiella e Luteocerasus.